# 영광 내산서원 소장 필사본 건거록(간양록) 등 문적일괄
영광 내산서원 소장 필사본 건거록(간양록) 등 문적일괄(靈光 內山書院 所藏 筆寫本 巾車錄(看羊錄) 等 文籍一括)은 대한민국 전라남도 영광군 내산서원에 있는 조선시대의 문적이다. 2008년 4월 11일 전라남도의 유형문화재 제288호로 지정되었다.

## 개요
영광의 내산서원에 소장된 필사본 『건거록(巾車錄)[看羊錄]』, 『강감회요(綱鑑會要)』, 『운제록(雲堤錄)』 3종과 『문선주(文選註)』와 『잡지(雜誌)』 2종 등 5종 10책으로 조선 시대 영광출신의 성리학자 수은 강항(睡隱 姜沆, 1567-1618)의 저술이다. 강항은 정유재란 때 일본군에 포로가 되었는데, 일본에서 경험한 내용을 기록한 책이 바로 『건거록[간양록]』이다. 강항은 왜군에 포로로 잡혀가 자신이 죄인이라는 생각으로 처음에는 서명을 『건거록(巾車錄)』이라 하였는데, 제자들에 의해 1656년(효종 7) 목판본으로 간행할 때 『간양록』으로 개칭하였다. 책의 내용 구성은 적지에서 임금께 올린 「적중봉소(賊中封疏)」, 당시 일본 각지의 특징을 밝힌 「적중견문록(賊中見聞錄)」, 귀국 뒤에 올린 「예승정원계사(詣承政院啓辭)」, 적국에서의 환란생활의 시말을 기록한 「섭란사적(涉亂事迹)」, 포로들에게 준 「고부인격(告俘人檄)」으로 되어 있다.
이 기록들은 적국에서 당한 포로들의 참상과 그곳에서 보고 들은 실정을 빠짐없이 기록해 놓았을 뿐만 아니라, 전란에 대비해야 할 국내정책에까지 언급하고 있어 당시 일본의 정보에 취약했던 부분을 보완해 줄 수 있는 문헌이다. 『건거록(간양록)』의 「적중봉소(賊中封疏)」와 「섭란사적(涉亂事跡)」은 강항의 친필로 보이며 그 밖의 것은 다른 사람의 서체로 보인다. 그러나 이 책은 강항의 친필 여부를 떠나 당시 일본의 지리와 풍속 등의 사실을 수록하고 있어 중요한 사료적 가치를 지닌 문헌이다.
『운제록(雲堤錄)』(3책)은 수은이 평시에 주고받은 쓴 시문을 적은 것을 모아둔 것으로 시문(詩) 54편, 만사(輓詞) ·제문(祭文類) 21편, 관문류(官文類 ; (箋文, 公狀 等) 20편, 서(書) ·계(啓) 10편, 기문 5편, 상량문 2편 등 112편의 글이 실려있다. 운제(雲堤)는 영광에 거주한 진주강씨 일가의 별거(別居)가 있었던 곳으로 수은이 퇴임후 자제와 문인들을 가르쳤던 곳이었다.
『강감회요(綱鑑會要)(3책)는 수은 강항이 중국의 역사서인 『자치통감(資治通鑑)』과 『통감강목(通鑑綱目)』 등을 보완 정리한 것이다. 특히 주희의 『강목(綱目)』에 미진한 점을 보완하기 위하여 소미강씨(少微江氏)의 『통감절요(通鑑節要)』와 유우익(劉友益)의 『강목서법(綱目書法)』과 윤기신(尹起莘)의 『강목발명(綱目發明)』 등을 종합하고, 그 중에서 주요한 요점만을 뽑아내어 편집한 것이다. 이 책은 목판본으로 간행되기 이전에 편찬된 원고본을 필사한 것으로, 목판본의 분량 및 편차로 볼 때 현재는 그 일부만 남아 있는 상태이다. 필사본은 이 책이 유일하다.
『문선주(文選註)』(2책)은 중국 양(梁)나라의 소명태자(昭明太子) 소통(瀟統)이 진(秦)·한(漢) 이후 제(齊)·양(梁)대의 대표적인 시문을 모아 엮은 30권으로 편찬한 『문선』에 수은 강항이 주해를 부친 것이다. 본래 상･중･하 3책으로 정선(精選)하여 주해(註解)하였으나, 현재는 중･하 2책만이 있다. 그리고 『잡지(雜誌)(1책)가 있다.
문화재의 명칭에 있어서는 실물의 표제(標題)가 『巾車錄』으로 나타나 있고 1656년 목판본으로 간행되기 전까지는 저자가 쓴 그대로 『巾車錄』이었기 때문에 『看羊錄』이 아닌 『巾車錄』으로 표기하고 대표적 저술이기 때문에 『건거록』 등 문적 일괄로 지정할 필요가 있다. 다만, 『간양록』으로 알려져 있기 때문에 이 명칭도 함께 표기(건거록[간양록])하여 관리할 필요성이 있다.
이 필사본은 임진과 정유의 양난을 몸소 체험한 수은 강항의 생생한 기록이 담겨 있어 사료적 가치가 매우 높다. 그리고 『巾車錄[看羊錄]』의 일부를 제외하고 모두 수은 강항이 친히 짓고 쓴 필사본으로 가치를 지니고 있다. 그리고 이 필사본 가운데 『강감회요』, 『운제록』, 『건거록(간양록)』 3종은 편찬 이후 문인과 후손들에 의해 목판본으로 간행되어, 이들 사이에 문헌전승의 양상을 파악할 수 있는 학술사와 출판사적 가치를 지니고 있다.

## 같이 보기
- 영광 내산서원 - 전라남도 기념물 제28호

## 참고 문헌
- 영광내산서원소장필사본건거록<간양록>등문적일괄 - 국가유산청 국가유산포털